# Пиннок, Уэйн
Уэйн Пиннок (англ. Wayne Pinnock; род. 24 октября 2000, Кингстон) — ямайский легкоатлет, который специализируется в прыжках в длину. Серебряный призёр чемпионата мира 2023 года.

## Биография
Родился 24 октября 2000 года.

## Карьера
Пиннок дебютировал на взрослом чемпионате мира по легкой атлетике в 2022 году, в Юджине, финишировав девятым в соревнованиях по прыжкам в длину, с результатом 7,88 метра. До этого Уэйн в 2022 году выиграл прыжки в длину на чемпионате NCAA по легкой атлетике I дивизиона.
В 2023 году на чемпионате мира по лёгкой атлетикев Будапеште Пиннок выиграл серебро в прыжках в длину с результатом 8,50 метра. 

## Основные результаты
| Год  | Соревнование                      | Место проведения  | Место | Результат |
| ---- | --------------------------------- | ----------------- | ----- | --------- |
| 2022 | Чемпионат мира по лёгкой атлетике | Юджин, США        | 9     | 7,88 м    |
| 2023 | Чемпионат мира по лёгкой атлетике | Будапешт, Венгрия | 2     | 8,50 м    |